# Chrześcijańskie wyznania wiary

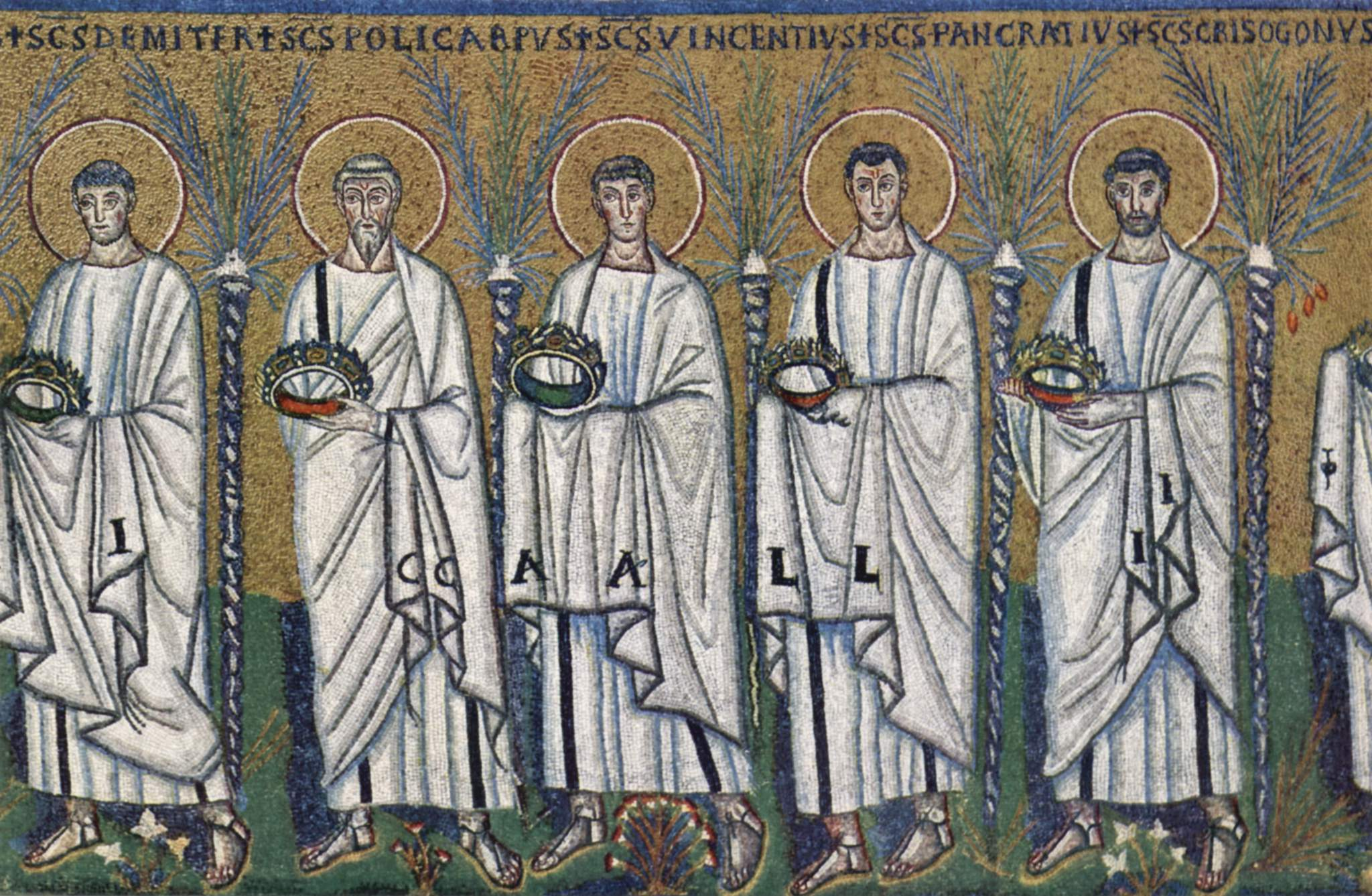
Procesja świętych męczenników (Sant’Apollinare Nuovo, Rawenna 526). Męczeństwo jest uznawane za najdoskonalsza formą złożenia wyznania wiary

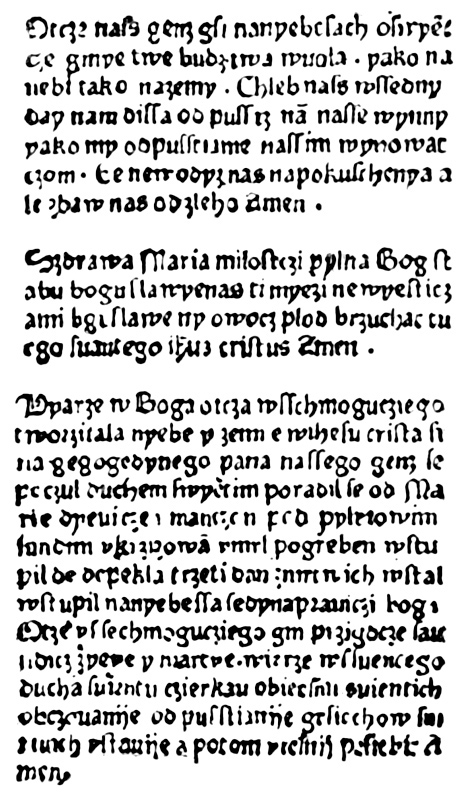
Wierzę w Boga wśród innych modlitw wydrukowanych po polsku w 1475 roku we Wrocławiu. Ilustracja z Encyklopedii staropolskiej Zygmunta Glogera

Chrześcijańskie wyznania wiary lub symbole wiary, to zazwyczaj krótkie i zwięzłe, układane przez wspólnotę uczniów Chrystusa zbiory podstawowych wierzeń. Tradycja spisywania krótkich formuł wyznania wiary sięga czasów apostolskich, szereg z nich można odnaleźć już w pismach nowotestamentalnych.
Oficjalne wyznanie Wiary Kościoła katolickiego to Skład Wiary nicejsko-konstantynopolitański (Credo). Tekst ten jest powszechnie używany przez wszystkie Kościoły chrześcijańskie tak Wschodu jak i Zachodu. 

## Historia
Najstarsza polska wersja drukowana tekstu ukazała się w 1475 roku we Wrocławiu. Została wydrukowana wraz z modlitwą „Ojcze nasz” i „Zdrowaś Mario” w tzw. „Statutach Elyana” (łac. „Statuta Synodalia Episcoporum Wratislaviensium”) opublikowanych w pierwszej oficynie wrocławskiej Kaspra Elyana.

## Znaczenie symboli wiary

### Zastosowanie chrzcielne
Najwcześniejsze teksty wyznań wiary służyły jako rodzaj osobistej deklaracji wiary w to, co przyjmowało się wraz ze chrztem. Treść oczywiście nie była dowolnie dobierana przez osobę chrzczoną, lecz była odpowiedzią na apostolski kerygmat, zwiastujący tajemnice Chrystusa i Kościoła. Teksty wyznań w poszczególnych wspólnotach lokalnych, zazwyczaj bardzo krótkie by były łatwe do zapamiętania dla ludzi niewykształconych, wyrażały wspólną wiarę całej wspólnoty Kościoła powszechnego (Ekklesia katholiké). W każdym miejscu Oikumene, w każdym Kościele należącym do świata chrześcijańskiego wyznawano jedną, wspólną wiarę. Ułożone według schematu trynitarnego wczesne wyznania wiary z II w., jak Wyznanie wiary z Listu Apostołów, czy Wyznanie wiary z Der-Balizeh, pokazują jak od samego początku chrześcijaństwa treścią tej wiary była Trójca Święta. Są one echem tych pierwszych wyznań wiary, które były odpowiedzią na kerygmat apostolski (por. Rz 10,9), a jeszcze wcześniej reakcją na nauczanie samego Jezusa, objawiającego tajemnicę swojej Osoby i swej zbawczej misji (por. J 6,35-38).
Wraz z krzepnięciem życia pierwotnych wspólnot chrześcijańskich, wyznanie wiary szybko nabrało charakteru streszczenia katechezy przedchrzcielnej. Wtedy też – z powodów praktycznych – formuły wyznań zaczęły mieć postać pytań. Kandydat-katechumen wyznawał wobec Kościoła wiarę, którą od tegoż Kościoła otrzymał i z jaką zamierzał przyjąć chrzest. Ten chrzcielny charakter wyznania wiary tłumaczy, dlaczego w pierwszych, najstarszych formułach nie ma w ogóle mowy o Eucharystii – wtajemniczano w nią dopiero po wyznaniu wiary, a dokładniej już po samym chrzcie.

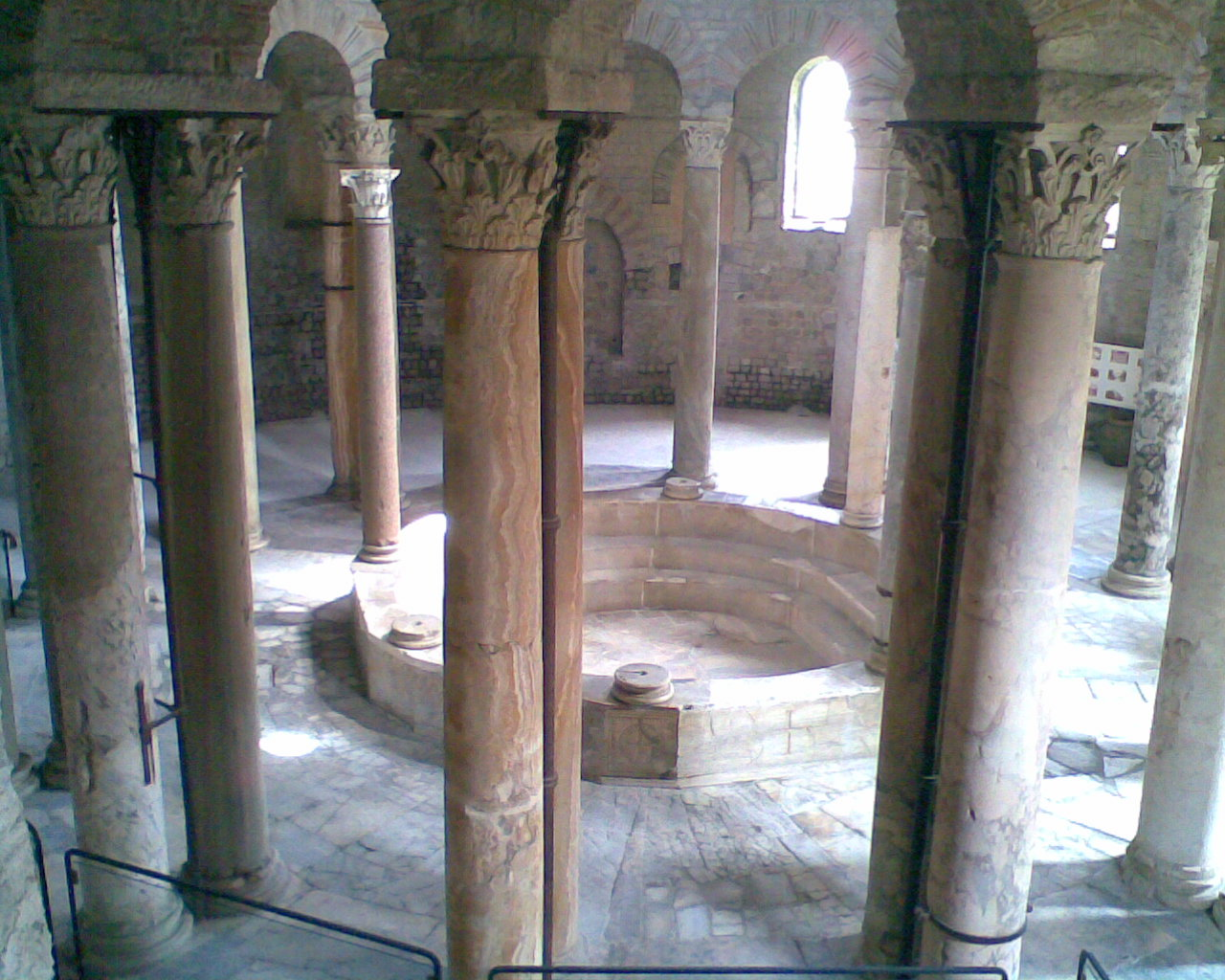
Baptysterium z VI w. dla chrztu przez zanurzenie, Nocera Superiore we Włoszech

Powiązanie wyznania wiary ze chrztem widać u Św. Cypriana (zm. 258). Mówił on o udzielaniu chrztu za pomocą symbolu (symbolo baptizare) i odnosił formułę wyznania do pytań chrzcielnych. W IV w. katechezy przed-chrzcielne były ułożone według planu, który korespondował z kolejnością prawd wiary zawartych w symbolu, jak np. katechezy Cyryla Jerozolimskiego, Jana Chryzostoma czy Teodora z Mopsuestii. Św. Ambroży i Augustyn z Hippony komentowali go w trakcie katechumenatu, na etapie kiedy katechumeni otrzymywali symbol wiary – traditio symboli.

### Zastosowanie doktrynalne
Wraz z pojawieniem się wśród ochrzczonych poważnych heterodoksalnych poglądów w odniesieniu do najważniejszych prawd chrześcijaństwa, formuły wyznania wiary zaczęły być używane jako narzędzie obrony przeciw błędom. Dlatego w ciągu pierwszych stuleci, oprócz pełnienia ważnej roli w przygotowaniu do chrztu, stały się one także zasadą wiary, kartą wspólnoty Kościoła, mającą strzec ortodoksji jej członków.
Do zmiany punktu ciężkości dołożyło się stopniowe odchodzenie od katechumenatu. Zanikł on zupełnie na przełomie VIII i IX wieku, a wraz z nim katecheza chrzcielna dokonywana ustnie w kontekście liturgicznym. Credo zaczęło służyć jako pisemne źródło pomocne do sprowadzania błędnowierców na właściwe drogi. W tym celu, w poszczególnych regionach, dodawano do wyznań pewne prawdy, których nie było w symbolach używanych w innych regionach.

### Zastosowanie eucharystyczne
Kolejnym krokiem po uzyskaniu przez wyznanie wiary roli reguły ortodoksyjności, ustalanej przez biskupów, synody i sobory, było włączenie go do Eucharystii. Uznaje się, że zwyczaj odmawiania Symbolu nicejskiego w czasie liturgii eucharystycznej jako pierwszy wprowadził Piotr Folusznik, który był patriarchą Antiochii w latach 471 – 488. Z Syrii ten zwyczaj liturgiczny został przeniesiony na chrześcijański Zachód i tam się rozprzestrzenił, poczynając od Hiszpanii.

### «Symbol» wiary jako wtajemniczenie
W Kościele łacińskim bardzo wcześnie na określenie wyznania wiary zaczęto używać słowa symbol. Prekursorami byli Tertulian, który znany jest jako ojciec teologicznej terminologii łacińskiej, i Cyprian.
Do słownika teologicznego Kościołów wschodnich słowo to trafiło dopiero w połowie IV wieku. Wcześniej wyznania wiary nazywano wykładem wiary ((gr.) μάθημα /mathema/, έκθεσις πίστεως /ekthesis pisteos/). Jako jeden z pierwszych terminu symbol użył synod w Laodycei (kan. 7). Użycie tego słowa pisarze tłumaczyli tym, że był to znak rozpoznania, formuła wtajemniczenia. Symbol wiary był formułą, poprzez którą wtajemniczano katechumenów w wiarę oraz znakiem ukazującym, że jest ona prawdziwa. Inni autorzy, jak Augustyn z Hippony, widzieli w symbolu skrót prawdziwej wiary.

### Wyznanie wiary a zbawienie
Zgodnie ze słowami św. Pawła o tym, że wyznawanie ustami wiary prowadzi do zbawienia (Rz 10,9), zarówno w sensie liturgicznym jak doktrynalnym, wyznanie wiary jest rzeczywistością ściśle powiązaną ze zbawieniem. Przy chrzcie, ortodoksja wyznania może być nawet kwestią ważności sakramentu. W rozumieniu wyznania jako reguły wiary, poprawność dogmatyczna – zgodnie ze starodawną zasadą lex orandi, lex credendi (reguła modlitwy regułą wiary) – jest świadectwem duchowej prawdziwości modlitwy. W skrajnych przypadkach, odstępstwo od ortodoksji wiary może być znakiem duchowego odstępstwa od Chrystusa i dania wiary komuś, kto się za niego podaje – antychrystowi. Tomasz z Akwinu nauczał, że diabeł najpierw próbował zniszczyć dzieło Chrystusa w świecie przez tyranów – despotów, którzy zabijali cieleśnie chrześcijan jako męczenników, następnie zaś przez heretyków, dzięki którym wielu wiernych zabijanych jest przez szatana duchowo.
To powiązanie wyznań wiary z tajemnicą odkupienia tłumaczy dramatyczne sytuacje w Kościele, gdy wokół pewnych prawd wiary powstają długotrwałe nieraz konflikty. Jednym z pierwszych tego typu konfliktów był spór znamienitego teologa, św. Hipolita (II w.), z kolejnymi biskupami Rzymu. Również fakt, że w okresie Reformacji w obronie ortodoksji wiary wiele osób dobrowolnie poniosło śmierć, nie chcąc się wyrzec prawd wiary katolickiej. W samej Anglii jest obecnie ponad 350 beatyfikowanych męczenników katolickich tego okresu. Gdy, z kolei, na krótko władzę przejęła katolicka królowa, na śmierć gotowi byli ci, którzy chcieli widzieć Anglię protestancką. W tym świetle można także próbować zrozumieć trwający do dziś spór o Filioque. A także przygotowanie i wygłoszenie w 1968 r. przez Pawła VI Wyznania wiary Ludu Bożego.

## Historyczny rozwój wyznań wiary

### Nowy Testament i Ojcowie apostolscy
Wyznania spotykane w Nowym Testamencie dotyczą Chrystusa jako Syna Bożego i Pana (1 Kor 12,3: κύριος Ιησους /kyrios Iesous/. Tak w Rz 10,9; Hbr 4,14; 1 J 4,15. Dzieje Apostolskie 8,37 (tekst zachodni) przekazują wyznanie wiary wysokiego urzędnika królowej etiopskiej, którego diakon Filip spotkał na drodze w Samarii:

Oto woda – powiedział dworzanin – cóż przeszkadza, abym został ochrzczony? Odpowiedział Filip: Można, jeśli wierzysz z całego serca. Odparł mu: Wierzę, że Jezus Chrystus jest Synem Bożym.

Tym wyznaniom często towarzyszyło przywołanie wydarzeń z życia Jezusa, których lista była stała: Jego dziewicze poczęcie, ukrzyżowanie za Poncjusza Piłata, Jego zmartwychwstanie (por. 1 Kor 15, 3-5). Znajdujemy je także w listach Ignacego Antiocheńskiego: Do Efezjan 18,2; Do kościoła w Smyrnie I; Do kościoła w Trallach 9,1; Do Magnezjan II.
Znane są też formuły wiary z dwoma członami, odwołujące się do Boga Ojca oraz do Jezusa Chrystusa np. 1 Kor 8,6 i 2 Tm 4,1. Oto przekład dosłowny wyznania zapisanego przez św. Pawła w liście do wspólnoty w Koryncie, oddający zwięzłość formuły i paralelizm między wyznaniem wiary w Ojca i Syna. Apostoł przeciwstawiając się politeizmowi panującemu w społeczeństwie, wyznaje:

Lecz dla nas tylko jeden Bóg, Ojciec,
z którego wszystko i my dla Niego,
i jeden Pan, Jezus Chrystus,
przez którego wszystko i my przez Niego (1 Kor 8, 5-6; por. J 1,3).

Występują też formuły trynitarne, odwołujące się do nakazu Jezusa, by udzielać chrztu w Imię Ojca i Syna i Ducha Świętego Mt 28,19 – np. u św. Pawła: 2 Kor 13,13 a także u Ojców apostolskich: w Liście św. Klemensa 58,2 oraz u Ignacego Antiocheńskiego w Liście do Magnezjan 13,1.2.

### Ojcowie Kościoła

#### Wyznania chrzcielne
Wyznania II-go wieku były echem pierwotnych wyznań, tych powstałych z apostolskiego kerygmatu, zwiastującego i objawiającego tajemnice Chrystusa. Dwa przykłady krótkich tekstów wyjaśniają, jak bardzo prawdy wiary już wtedy były przekazywane w połączeniu z tajemnicą Trójcy Świętej. We wczesnym dziele o nazwie List Apostołów, powstałym w Azji Mniejszej ok. 160-170 r., znajdujemy następującą formułę wyznania:

/Wierzymy/...w Ojca panującego nad wszechświatem

i w Jezusa Chrystusa,

i w Ducha Świętego,

i w święty Kościół,

i w odpuszczenie grzechów. (Wyznanie wiary z Listu Apostołów)

Formuła wyznania wiary z Der-Balizeh w Egipcie, najprawdopodobniej z II w., mogła stanowić część rytuału liturgicznego. Znajduje się ona na jednym z papirusów odnalezionych w tej miejscowości w Górnym Egipcie:

Wierzę w Boga Ojca wszechwładcę

i w jednorodzonego Syna Jego Pana naszego Jezusa Chrystusa,

i w Ducha Świętego,

i w ciała zmartwychwstanie,

[jak wierzy] święty Kościół powszechny.

#### Wyznania prywatne
W następujących pismach Ojców apologetów znajdujemy wyznania wiary, które są ich osobistą refleksją teologiczną: 1 Apologia 61 św. Justyna, Adversus Haereses I,10.1 Ireneusza z Lyonu czy Tertuliana De praescriptione heareticorum13 i De virginibus velandis 1. Wymienione wyznania wiary były bardziej rozwinięte, wzbogacone o treści wiary i, podobnie jak czyniono to wcześniej, ułożone w schemacie trynitarnym, w ramach którego Ojcowie umieszczali rozbudowane wyznanie wiary w Chrystusa. Mają odniesienie do chrztu, jednak nie są wyznaniami chrzcielnymi. Ale nawet będąc prywatną refleksją, z założenia wyrażają regułę wiary Kościoła, regula veritatis. Z zastrzeżeniem Ireneusza z Lyonu (ok.140-202), że nie formuła czy tekst jest regułą wiary lecz sama wiara (Adv. Haer. II, 28,1).
Jednak w następnych dziesięcioleciach zaczęto podchodzić do symboli jako do tekstów normatywnych. Prawdopodobnie właśnie na Soborze w Nicei doszło do utożsamienia tych dwóch rzeczywistości.
Augustyn z Hippony podkreślał, że nie chce interpretować Pisma Świętego bez umocowania w społeczności Kościoła:

Nie daję wiary Ewangelii, dopóki mnie do tego nie pobudzi autorytet Kościoła powszechnego

### Symbole strzegące ortodoksji wiary
Współcześnie, dwoma najbardziej rozpowszechnionymi symbolami wiary są Nicejsko-konstantynopolitańskie wyznanie wiary wraz ze swym poprzednikiem Nicejskim wyznaniem wiary oraz starszy od nich Symbol apostolski. Ich pierwowzory powstały jako symbole chrzcielne. Na Soborach nadano im znaczenie norm dla nauczania wiary. Wiara ustalona przez Ojców Kościoła, zgodnie z Pismem (por. 1 Kor 15,4) i zapisana w formule symbolu stała się fundamentem ortodoksji.

#### Symbol Apostolski
Apostolski symbol wiary powstał jako credo chrzcielne najprawdopodobniej w Rzymie. Znany był już Hipolitowi Rzymskiemu na początku III w. – zapisał go w dziele Tradycja Apostolska. Historycy wyodrębnili dwie wersje tego credo: starszą grecką «R» i młodszą łacińską, nieco rozbudowaną wersję «T». Ta druga powstała z tekstu «R» w Galii w V wieku, prawdopodobnie inspirowana lokalnymi symbolami wschodnimi. Ostateczny kształt Symbol apostolski otrzymał w Katechizmie rzymskim (1566).
Symbolowi od IV wieku towarzyszyła legenda o tym, że ułożyli go sami Apostołowie.

#### Nicejski
Symbol, który miał się okazać jednym z najważniejszych w historii chrześcijaństwa, nazywany nicejskim wyznaniem wiary, został przygotowany na pierwszym Soborze powszechnym – który się odbył w Nicei w 325 r. Ojcowie Soboru skorzystali z jednego z symboli chrzcielnych kościołów lokalnych, najprawdopodobniej z Cezarei lub Jerozolimy. Przeciwdziałając błędom arianizmu, wzbogacili go o prawdy chrystologiczne. Wiarę we współistotność Boskiej natury Jezusa z naturą Boga Ojca, Sobór wyraził greckim terminem homousios – co po łacinie tłumaczy się jednej substancji – unius substantiae. Termin ten wyraża wiarę w to, że Jezus i Ojciec mają wspólną naturę Boską, są jednym Bogiem. Tajemnica trudna do pojęcia, dlatego powstało wiele błędnych doktryn, jak sabelianizm, apolinaryzm, modalizm czy monarchianizm – wynikających z nieumiejętnego wyrażenia odrębności Osób, a jedności substancji, istoty w Bogu, który jest troisty.

#### Nicejsko-konstantynopolitański
Ponad pół wieku później na kolejnym Soborze ułożono nową wersję symbolu, nazwanego Konstantynopolitańskim lub Nicejsko-konstantynopolitańskim. Tym razem zdefiniowano relację Trzeciej Osoby Trójcy, czyli Ducha Świętego, do Ojca i Syna- w odpowiedzi na błędy Macedonianizmu, który nie uznawał Boskiej natury Ducha Świętego, analogicznie do arianizmu, który nie uznawał Boskiej natury Syna. W symbolu umieszczono następujące słowa stwierdzające Bóstwo Ducha Świętego:

...który od Ojca pochodzi,

który z Ojcem i z Synem wspólnie odbiera uwielbienie i chwałę.

Po kilku wiekach na Zachodzie dodano prawdę o pochodzeniu Ducha Świętego także od Syna, wstawiając w pierwszej linijce Filioque – i Syna. Dało to początek sporowi teologicznemu Wschodu chrześcijańskiego z Zachodem, trwającemu do dziś dnia.
Według badań historyków, choć Symbol konstantynopolitański jest podobny do nicejskiego, pierwowzorem nie był symbol antyariański, ogłoszony w Nicei, lecz symbol lokalnego Kościoła – prawdopodobnie w Salaminie na Cyprze. Tekst prawie w takiej postaci jak ogłoszony w Konstantynopolu w 381 r., sześć lat wcześniej znał już biskup tego miasta Epifaniusz.

#### Kształtowanie się symboli – tabela
| w.   | Zachód | †                                                   | Rzym | †                                                                               | Wschód                                                              | †                                                                                |
| ---- | --- | --------------------------------------------------- | --- | ------------------------------------------------------------------------------- | ------------------------------------------------------------------- | -------------------------------------------------------------------------------- |
| I    | |                                                     | Piotr w Rzymie                                                                                                |                                                                                 |                                                                     | Dwunastu Apostołów w Jerozolimie                                                 |
| II   | |                                                     | Symb. apost. «R» Rzym – II wiek                                                                               |                                                                                 |                                                                     |                                                                                  |
| III  | |                                                     | Hipolit Rzymski, pocz. III. – opisuje Symb. apost. «R» w Tradycji Apostolskiej                                |                                                                                 |                                                                     | Symbole lokalne Antiochia Syr., Mopswestia i inne.                               |
| IV   | |                                                     | Symb. apost. «R» w liście Marcellusa z Ancyry ok. 340 r., zachowany w Panarionie Haer. Epifaniusza z Salaminy | Symbol nicejsko-konst. 381 wzorowany na symbolu lokalnym Cezarei lub Jerozolimy | Symbol nicejski 325 wzorowany na symbolu lokalnym z Salaminy 374 r. |                                                                                  |
| V    | Symb. apost. «R» w Hiszpanii Galii i Brytanii.                                                             | Afryka Północna Symbol apost.«R» Augustyn z Hippony | Rzym Symb. Nicejsko-konst. zastępuje Symb. apost. w liturgii chrzcielnej.                                     |                                                                                 |                                                                     | Antiochia, ok. 480 r. Symb. konstantynopolitański w Eucharystii, Piotr Folusznik |
| VI   | Symb. apost. «T» Cezary z Arles, (zm. 542) Toledo, 589 Symbol konstantynopolitański w Eucharystii (kan. 2) | ← ← ←wpływy wschodnich symboli lokalnych            | | Konstantynopol Symb. nicejsko-konst. w Eucharystii, przed 518 r.                |                                                                     |                                                                                  |
| VII  | |                                                     | |                                                                                 |                                                                     |                                                                                  |
| VIII | |                                                     | Symb. Apost. «T» w Rzymie w epoce Karolingów.                                                                 |                                                                                 |                                                                     |                                                                                  |